# Le Grand Beaumart British Cemetery
Le Grand Beaumart British Cemetery is een Britse militaire begraafplaats met gesneuvelden uit de Eerste Wereldoorlog, gelegen in de Franse gemeente Steenwerk in het Noorderdepartement. De begraafplaats ligt bijna twee kilometer ten westen van het dorpscentrum. De begraafplaats werd ontworpen door Herbert Baker en wordt onderhouden door de Commonwealth War Graves Commission. Aan de oostkant staat de Stone of Remembrance, aan de westkant het Cross of Sacrifice.
Er worden 553 doden herdacht, waaronder 252 niet geïdentificeerde.

## Geschiedenis
Steenwerk bleef het grootste deel van de oorlog in geallieerde handen, tot het Duitse lenteoffensief in het voorjaar van 1918, waarna de plaats enkele maanden door de Duitsers werd bezet. Na de zomer werd Steenwerk weer heroverd. De Britten gebruikten de begraafplaats in april en oktober van dat jaar. Op het eind van de oorlog lagen hier 55 graven. Na de oorlog werd de begraafplaats uitgebreid met graven uit de omliggende slagvelden. Er werden onder meer ook 116 Britse graven overgebracht uit Steenwerck German Cemetery, een grote Duitse begraafplaats ten noordoosten van Steenwerk. Acht van hen worden herdacht met een Duhalow Block omdat hun graven niet meer teruggevonden werden. De graven van 12 slachtoffers konden niet meer teruggevonden worden en omdat men aanneemt dat ze zich onder de naamloze graven bevinden worden ze met Special Memorials herdacht. Voor drie andere werden eveneens Special Memorials opgericht omdat hun graven vernietigd werden door artillerievuur en niet meer gelokaliseerd konden worden. 
Er liggen 552 Britten en 1 Canadees begraven.

## Graven

### Onderscheiden militairen
- Roger Gresley, majoor bij de Royal Field Artillery werd onderscheiden met het Military Cross (MC).
- John Edward Moclair, sergeant bij het Royal Irish Regiment werd onderscheiden met de Distinguished Conduct Medal (DCM).
- onderluitenant John Long; sergeant-majoor William Henry Shaw en de soldaten J. Waddington en William Inman ontvingen de  Military Medal (MM).

### Gefusilleerde militairen
- korporaal William John Irvine van het 1st Bn. King's Own (Royal Lancaster) Regiment werd op 20 april 1915 wegens desertie gefusilleerd. Hij was 19 jaar.
- soldaat James Kershaw van het 1st Bn. King's Own (Royal Lancaster) Regiment werd wegens desertie op 26 april 1915 gefusilleerd.[3]